# Спаржевые трещалки
Спаржевые трещалки, или трещалки (лат. Crioceris) — род жуков (Coleoptera) из подсемейства трещалок (Criocerinae) в семействе листоедов (Chrysomelidae)

## Распространение
На территории бывшего СССР встречаются 10 видов.

## Описание
Переднеспинка без перетяжки посередине. Перетяжка за глазами на верхней стороне не выражена, по бокам не глубокая.

## Экология
Имаго и личинки питаются на спарже (Asparagus).

## Систематика
Некоторые виды этого рода:
- Crioceris asparagi (Linnaeus, 1758)
- Crioceris bicruciata Sahlberg, 1823
- Crioceris duodecimpunctata (Linnaeus, 1758)
- Crioceris macilenta Weise, 1880
- Crioceris nigropicta Wollaston, 1864
- Crioceris paracenthesis (Linnaeus, 1767)
- Crioceris quatuordecimpunctata (Scopoli, 1763)
- Crioceris quinquepunctata (Scopoli, 1763)
- Crioceris sokolowi Jacobson, 1894